# 天酒之瓢
天酒之 瓢（あまざけ の ひさご）は、日本の男性ライトノベル作家。関西出身、博多在住。システムエンジニアの経歴を持つ。

## 来歴
2013年1月、アマチュア小説発表サイト「小説家になろう」にて連載中だった作品『ナイツ&マジック』が、ヒーロー文庫にて文庫となり、作家デビュー。「このライトノベルがすごい! 2014年」にて、『ナイツ&マジック』が24位にランクインするなど、一定の評価を得る。
さらに2017年、ナイツ＆マジックのアニメ化が決まる。
カクヨムにおいてはロボット同士がガンアクションを繰り広げる『ジャンキージャンクガンズ』を連載し、書籍化されている。

## 影響
10代の頃読んだ『ランブルフィッシュ』と『聖刻群龍伝』からの影響が自分にとっての直系だと語っている。ロボット同士を戦わせる競技がある、そのパイロットを育成する、ロボットそのものを作る、といった要素についてその傾向が顕著と言える。また、漫画に関しては、これはロボットがバーンと出てくるものにしか興味が出ないという。かといってロボットアニメは、ゲーム『スーパーロボット大戦』に登場する作品からの知識はあるが、原作を全話視聴したものは時間的余裕のないためあまり多くないものの、『勇者シリーズ』は好きだった。

## 作品
個別記事が存在する作品の詳細はそちらを参照。

### 小説
- ナイツ&マジック （ヒーロー文庫、イラスト:黒銀）既刊11巻
- ジャンキージャンクガンズ〜鉄想機譚〜（カドカワBOOKS、イラスト:谷裕司）（2017/2/10） ISBN 978-4-04-072190-3
- 隠居暮らしのおっさん、女王陛下の剣となる 〜引退騎士は娘のために王国筆頭騎士に返り咲く〜（DREノベルス、イラスト:みことあけみ）（2024/5/10） ISBN 978-4-43-433341-5

### 漫画原作
- 魔法使いのおしごと（作画：masato、オーバーラップComicONLINE→コミックガルド連載）（2016/9/23 - 2018/4/10）